# Suwory

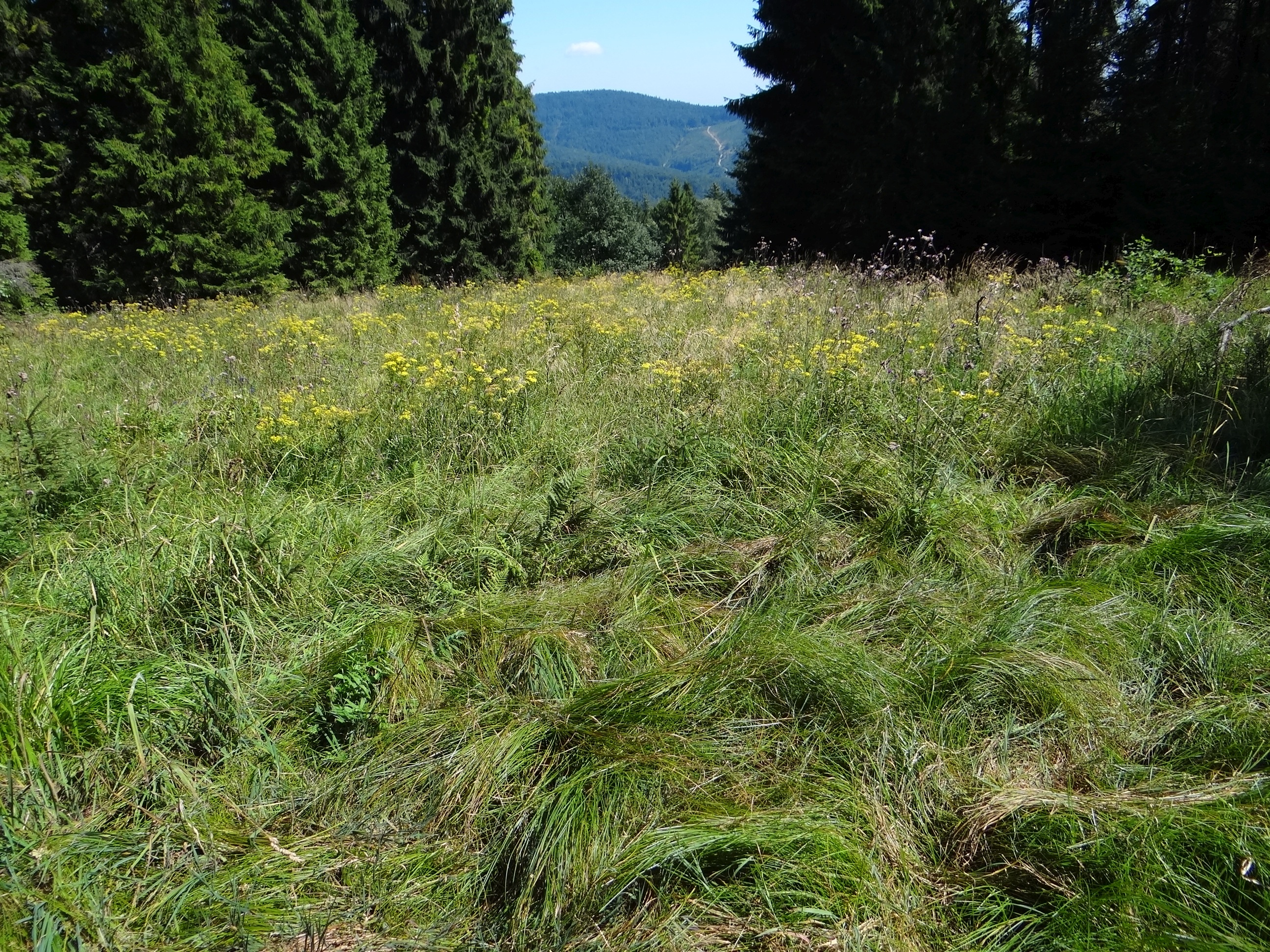
Polana Suwory i widok na Leskowiec

Suwory – polana w Paśmie Łamanej Skały w Beskidzie Małym. Znajduje się na południowo-wschodnich stokach Smrekowicy, na wysokości około 780–800 m przy zielonym szlaku turystycznym z Krzeszowa. Dawniej, jak wszystkie tego typu polany była to hala pasterska. Z powodów ekonomicznych od dawna już jej wykorzystywanie rolnicze stało się nieopłacalne. Po zaprzestaniu koszenia i wypasu zaczęła zarastać lasem, obecnie jest już w końcowym etapie zarastania.
W pobliżu polany Suwory, na stoku opadającym do doliny potoku Sikorówki znajduje się źródło Zimna Woda. Jest to najbardziej wydajne z wszystkich źródeł w Beskidzie Małym.
Polana Suwory znajduje się w obrębie miejscowości Kocoń w województwie śląskim, w powiecie żywieckim, w gminie Ślemień. Przypuszcza się, że nazwa polany może pochodzić od nazwiska rosyjskiego generała Suworowa, który w tych okolicach rozbił wojska konfederatów barskich (bitwa na polach Koconia 3 sierpnia 1768 r.).
Szlaki turystyczne
 Krzeszów – Suwory – rozdroże pod Smrekowicą – Smrekowica – Anula – Mlada Hora – Przełęcz pod Mladą Horą – Wielki Gibasów Groń – Przełęcz Płonna – Ścieszków Groń – Kocierz Rychwałdzki.

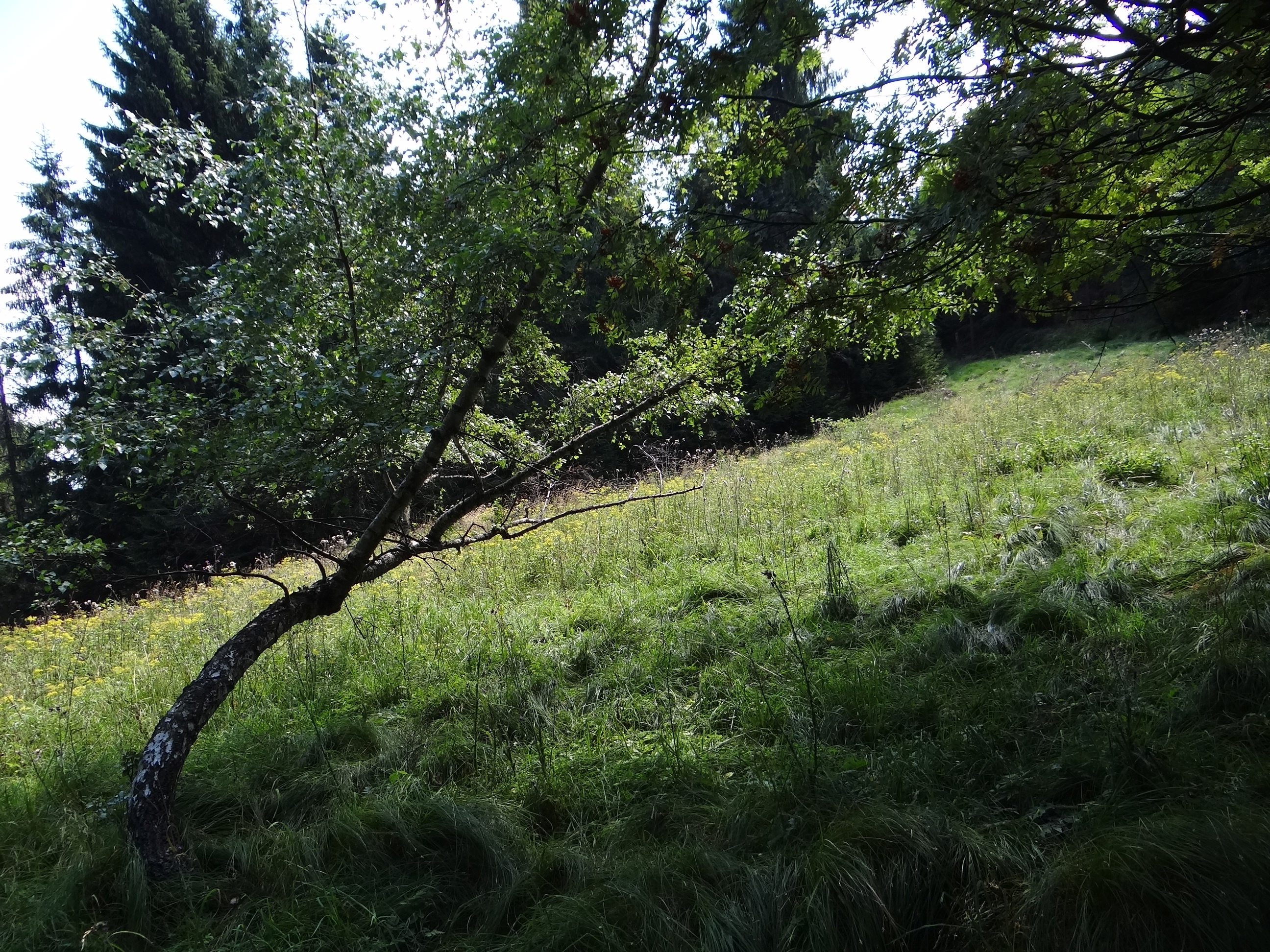
Polana Suwory